# Sergio Rubén García
Sergio Rubén García (Bragado, Buenos Aires, 10 de mayo de 1960) es un exfutbolista de nacionalidad argentina. Se destacó como arquero. Fue titular en la Selección de fútbol de Argentina que se consagró campeón por primera vez en 1979 de la Copa Mundial de Fútbol Juvenil en Japón.

## Historia
Comenzó como arquero en 1976, y siendo muy joven se calzó el buzo titular de Flandria. Tras una excelente performance de él en un encuentro ante Tigre en 1978, con apenas 16 años, fue visto con buenos ojos y convocado a las filas de la Selección Argentina por entonces dirigida por César Luis Menotti.
Formó parte del destacado equipo que se consagró campeón de la Copa Mundial de Fútbol Juvenil de 1979, en donde brillaban jóvenes jugadores como Diego Armando Maradona y Ramon Ángel Díaz. Disputó los 6 encuentros y recibió apenas 2 goles.
Tras ser titular en el combinado nacional, dejó de formar parte de la plantilla de Flandria, pasando a las filas de Tigre, que ya jugaba en Primera División. Hizo su debut el 10 de febrero de 1980 en un partido frente a Ferro Carril Oeste, por la primera fecha del campeonato. En el conjunto matador disputó un total de 145 partidos y fue emblema durante los primeros años de la década de 1980.
También actuó en Deportivo Español, Atlanta, Cipolletti y Banfield. 
Luego de retirarse, realizó el curso de técnico y fue director deportivo de la empresa china Jehengsen, que se dedica a la investigación y desarrollo del fútbol en Argentina. También trabajo en países como Estados Unidos y España. Es actualmente director deportivo de un centro de entrenamiento de  River Plate y está ligado al Atlético de Madrid a través de la Fundación de la Escuela de Tecnificación y Formación que el club español posee en Argentina. Además, es asesor de AFA infantil.

## Selección Argentina
En selecciones juveniles fue partícipe del plantel que obtuvo la Copa Mundial de Japón de 1979, siendo titular en todos los partidos. 

### Participaciones en competiciones internacionales
| Competición                         | Equipo                           | Sede    | Resultado  |
| ----------------------------------- | -------------------------------- | ------- | ---------- |
| Sudamericano de Fútbol Juvenil 1979 | Selección de fútbol de Argentina | Uruguay | Subcampeón |
| Copa Mundial de Fútbol Juvenil 1979 | Selección de fútbol de Argentina | Japón   | Campeón    |

## Trayectoria
| Club              | País      | Período   |
| ----------------- | --------- | --------- |
| Flandria          | Argentina | 1976-1979 |
| Tigre             | Argentina | 1980-1985 |
| Deportivo Español | Argentina | 1986-1987 |
| Atlanta           | Argentina | 1988-1989 |
| Cipolletti        | Argentina | 1989-1990 |
| Banfield          | Argentina | 1990-1992 |